# Quartieri di Salisburgo
La città di Salisburgo, Salisburghese, Austria è divisa in 24 quartieri e 3 Landschaftsräume.

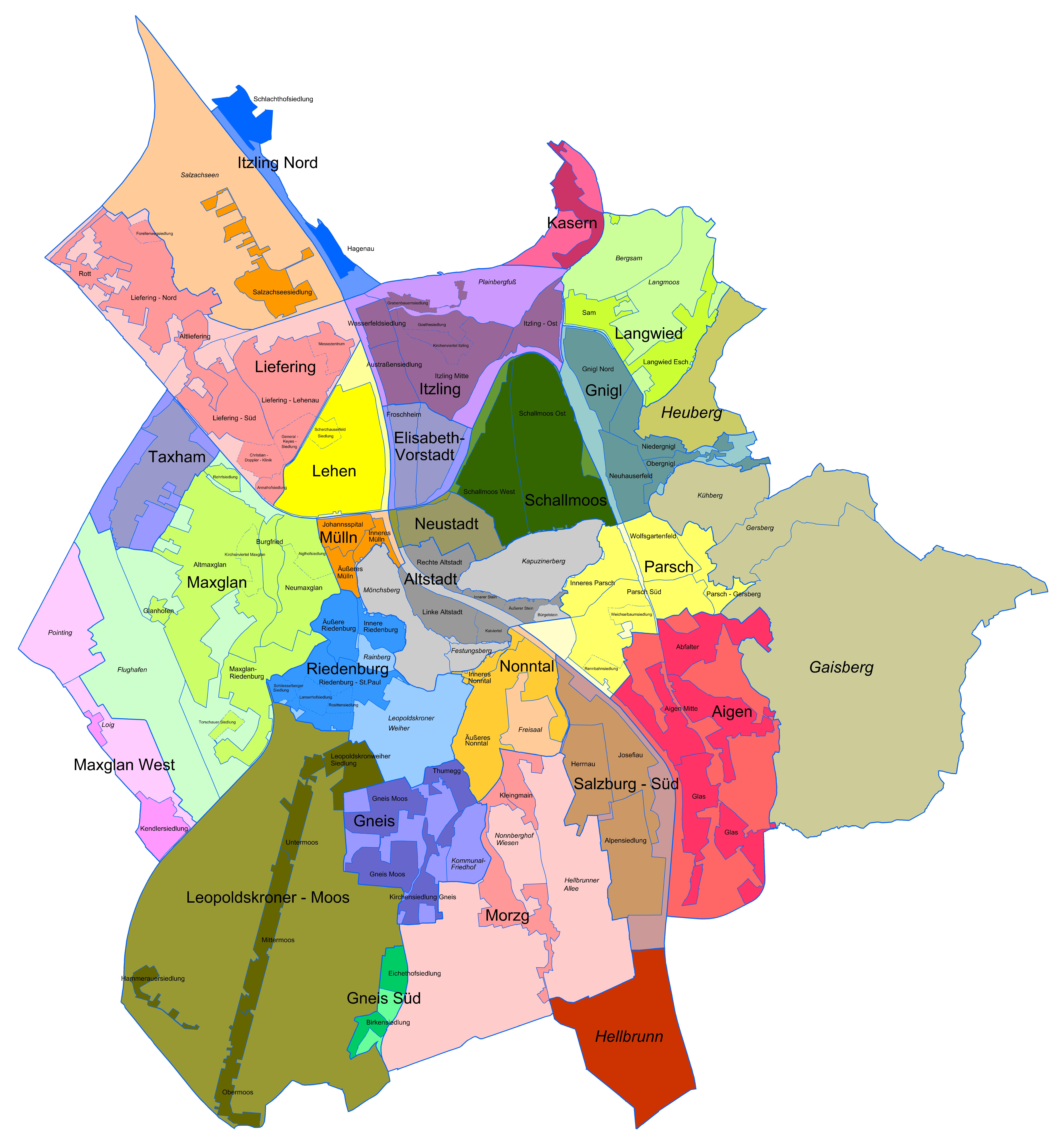
Quartieri di Salisburgo

## Vecchi quartieri
- Altstadt: Linke Altstadt con Kaiviertel e Rechte Altstadt con Inneren e Äußeren Stein
- Neustadt: Andräviertel
- Mülln: Inneres Mülln, Äußeres Mülln e Spitalsbezirk
- Riedenburg (Salzburg): Innere Riedenburg, Äußere Riedenburg e Riedenburg-St.Paul
- Nonntal: Inneres e Äußeres Nonntal
- Maxglan: Altmaxglan, Burgfried, Neumaxglan, Glanhofen e Maxglan-Riedenburg
- Lehen con Scherzhauserfeldsiedlung
- Liefering: Alt-Liefering, Rott, Liefering Nord, Liefering-Süd, Liefering-Lehenau, Forellenwegsiedlung, Salzachseesiedlung
- Aigen: Glas, Aigen-Mitte e Abfalter
- Parsch: Parsch-Gersberg, Parsch-Süd, Inneres Parsch e Wolfsgartenfeld
- Gnigl: Obergnigl, Niedergnigl, Neuhauserfeld eGnigl-Nord
- Itzling: Gleisdreieck (Osten), Itzling Mitte, Wasserfeld e Austraßensiedlung (Westen)
- Elisabeth-Vorstadt con Froschheim (salzachnaher Teil)
- Morzg con Kleingmain
- Gneis: Kirchensiedlung, Gneis-Moos e Thumegg
- Leopoldskron-Moos: Obermoos, Mittermoos, Untermoos, Leopoldskronweihersiedlung

## Nuovi quartieri
- Salzburg-Süd con Josefiau, Herrnau e Alpensiedlung
- Langwied con Langwied-Esch und e Sam
- Kasern
- Taxham
- Schallmoos
- Gneis Süd: Eichethofsiedlung e Birkensiedlung.
- Maxglan West: Kendlersiedlung e Loig.
- Itzling Nord: Schlachthofsiedlung e Hagenauersiedlung.

## Landschaftsräume
- Hellbrunn
- Gaisberg con Kühberg
- Heuberg

## Altri collegamenti
- Salisburgo
- Salisburghese